# حكومة حسن خالد أبو الهدى الثالثة
حكومة حسن أبو الهدى الثالثة ، هي الحكومة التاسعة في عهد إمارة شرق الأردن، ترأسها حسن أبو الهدى واستمرت من 17 أكتوبر 1929 إلى 21 فبراير 1931. كلف السيد أبو الهدى بتأليف الوزارة للمرة الثالثة. ففى 17 تشرين الأول 1929 أعيد تأليف المجلس التنفيذي على أساس أن لا يبقي ضمنه أحد من الموظفين المعارين وأن يدخل فيه اثنان من أعضاء المجلس التشريعي.

## أعضاء الحكومة
| الرقم | الإسم             | المهام الوزارية             | ملاحظات |
| ----- | ----------------- | --------------------------- | ------- |
| 1     | حسن خالد أبوالهدى | رئيسا للوزراء               |         |
| 2     | توفيق أبوالهدى    | السكرتير العام              |         |
| 3     | إبراهيم هاشم      | وزيرا للعدلية وقاضيا للقضاة |         |
| 4     | سعيد المفتي       | عضو المجلس التشريعي         |         |
| 5     | عودة القسوس       | عضو المجلس التشريعي         |         |
| 6     | علاء الدين طوقان  | مدير الآثار                 |         |

## أهم الأحداث
أعيد تشكيل الوزارة على اساس ان لا يبقى أحد من المعارضين من فلسطين وان يدخل اثنان من المجلس التشريعي. ولكن الأمور لم تجر مجراها الطبيعي، فقد قامت في البلاد موجة من السخط على ما تضمنته المعاهدة من شروط قاسية، فسارت المظاهرات في المدن واعلنت الاضرابات، وكان البعض يعتقد ان بعض بنود المعاهدة يتضمن فرض التجنيد الاجباري على المواطنين والخدمة خارج حدود شرقي الأردن، وبالرغم من نفي الحكومة والمعتمد البريطاني لهذا الاعتقاد غير الصحيح، إلا إن هذا لم ينجح في تهدئة الناس، وتوالت الاحتجاجات ورفعت العرائض.
ادرك الوطنيون ان تقديم العرائض لمقام الأمير ولرئيس النظار والمعتمد البريطاني لن يجدي فتيلا ولن يحقق أي طلب، لذلك تنادوا إلى عقد مؤشر عام يمثل البلاد وينطق بلسانها، وقد عقد هذا المؤتمر في عمان وحضره حوالي 150 مندوبا. وانتخبت لجنة تنفيذية مؤلفة من حسين الطراونة وهاشم خير ونمر الحمود وشمس الدين سامي وطاهر الجقة وانتخبت اللجنة السيد حسين طراونة رئيسا للمؤتمر وتحددت المطالب التالية:
- امارة شرقي الأردن دولة عربية مستقلة ذات سيادة بحدودها الطيعية المعروفة.
- تدار بلاد شرق الأردن بحكومة دستورية مستقلة برئاسة صاحب السمو الملكي الامير عبد الله بن الحسين المعظم وأعقابه من بعده.
- لا تعترف بلاد شرقي الأردن بمبدأ الانتداب الا كمساعدة فنية نزيهة لصالح البلاد وهذه المساعدة تحدد بموجب اتفاق أو معاهدة تعقد بين شرق الأردن وحليفة العرب بريطانيا المعظمى على اساس الحقوق المقابلة والمنافع المتبادلة دون ان يمس ذلك بالسيادة القومية.
- تعتبر شرقي الأردن وعد بلفور القاضي بانشاء وطن قومي لليهود بفلسطين مخالفا لعهود بريطانيا ووعودها الرسمية للعرب وتصرفا مضادا للشرائع الدينية والمدنية في العالم.
- كل انتخاب للنيابة العامة يقع في شرقي الأردن على غير قواعد التمثيل الصحيح وعلى اساس عدم مسؤولية الحكومة امام المجلس النيابي، لا يعتبر انتخابا ممثلا لارادة الامة وسيادتها القومية ضمن القواعد الدستورية، بل يعتبر انتخابا مصنعا لا قيمة تمثيلية صحيحة له، والاعضاء الذين ينتخبون على اساسه، إذا فصلوا بحق سياسي أو مالي أو تشريعي ضار بحقوق شرقي الأردن الأساسية، لا يكون لفصلهم قوة الحق المعترف به من قبل الشعب بل يكون فصلهم جزءا من اجزاء تصرف السلطة الانتدابية وعلى مسؤوليتها.
- ترفض شرقي الأردن كل تجنيد لا يكون صادرا عن حكومة دستورية مسؤولة باعتبار ان التجنيد جزءا لايتجزأ من السيادة الوطنية.
- ترفض شرقي الأردن تحمل نفقات أي قوة احتلالية اجنبية وتعتبر كل مال يفرض عليها من هذا القبيل مالا مغتصبا من عرق عاملها المسكين وفلاحها البائس.
- ترى شرق الأردن ان مواردها، إذا منحت حق الخيار بتنظيم حكومتها المدنية، كافية لقيام إدارة دستورية صالحة فيها برئاسة سمو الأمير المعظم صاحب الامارة الشرعي. اما الإعانة المالية التي تدفعها الحكومة البريطانية، فإن بلاد شرقي الأردن تعتبرها نفقات ضرورية لخطوط المواصلات الامبراطورية والقوى العسكرية المعدة لخدمة المصالح البريطانية ليس الا. لذلك فإن هذه الإعانة التي يضاف اليها اليوم قسم من واردات البلاد لتحقيق غايات لا مصلحة لشرقي الأردن فيها كما هو الواقع، لا تخول بريطانيا العظمى حق الاشراف على مالية شرقي الأردن. هذا الاشراف المركزي الضار الواقع اليوم. ولهذا، فإننا نعتبر الوضع المالي الضار المبنى على سياسة تخفيف الإعانة المالية عن عائق المكلف البريطاني على حساب المكلف الأردني عبارة عن وضع صار غير مشروع لا تتحمله موارد البلاد ومن الواجب ابطاله واستبداله بنظام يؤيد استقلال حكومة شرقي الأردن المالي، مقررين ان التصرف المالي الضار لا يجوز صدوره عن حليفة غنية كبريطانيا بالنسبة لبلاد فقيرة كشرقي الأردن.
- تعتبر بلاد شرقي الأردن كل تشريع استثنائي لا يقوم على اساس العدل والمنعفة العامة وحاجات الشعب الصحيحة تشريعا باطلا.
- لا تعترف شرقي الأردن بكل قرض مالي وقع قبل تشكيل المجلس النيابي.
- لا يجوز التصرف بالاراضي الاميرية قبل عرضها على المجلس النيابي وتصديقه عليها وكل بيع وقع قبل انعقاد المجلس يعتبر باطلا.

ورفعت هذه المطالب إلى الأمير الذي ابلغها بدوره إلى المعتمد البريطاني. والذي اجاب بأن التقدم نحو الحكم النيابي لا يتم الا بعدما يبرهن الشعب على قدرته لتحمل مسؤوليات أكبر وانه من الخطأ إنشاء مجلس تنفيذي سياسي (حكومة) في الوقت الحاضر
ثم جرى اجتماع بين المعتمد البريطاني ورئيس المؤتمر اصر فيه المعتمد البريطاني على موقفه المتعنت مدعيا ان التأخير في عقد المعاهدة بعد الموافقة على صك الانتداب سببه ان الحكومة الأردنية قد ابتعدت في الايام الأولى من تاريخ تأسيس شرقي الأردن عن مبادئ الحكم الدستوري وان أهل البلاد لم يبرهنوا عل جدراتهم في تسليم زمام الامور الإدارة إلى اتباع خطة التقدم مع الحذر من اخطار التسرع، مما اضطر المؤتمر إلى ان يرفع مذكرة جديدة إلى عصبة الامم بواسطة اللجنة التنفيذية والتي جاء فيها:
كما رفعوا مذكرة ثالثة إلى السير جون تسانسلور المندوب السامي لفلسطين اثناء وجوده في عمان قالوا فيها.
كما رفعت مذكرة رابعة إلى عصبة الامم جاء فيها.

## استقالتها
وفي أوائل عام 1931 قدمت الحكومة ملحقا لموازنة السنة المالية (1930 - 1931) وهو يحتوي بندا لتخصيص مبلغ 6260 جنيها لنفقات الصحراء المؤسسة حديثا بقيادة جلوب باشا الضابط البريطاني المعروف. فرفض المجلس الموافقة على هذا الملحق قلم يبق سوى الحل، فحل الأمير المجلس وبذلك تكون مدة المجلس من تاريخ 2 أبريل 1929 لغاية 9 فبراير 1931. واستقال كل من عودة القسوس وسعيد المفتي واستقالت الوزارة بتاريخ 21 فبراير 1931.